# South Duxbury
South Duxbury – jednostka osadnicza w Stanach Zjednoczonych, w stanie Massachusetts, w hrabstwie Plymouth, nad Oceanem Atlantyckim.